# Mingun
Mingun (in birmano မင်းကွန်းမြို့, mɪ́ɰ̃ɡʊ́ɰ̃ mjo̰) è un villaggio nelle vicinanze della città di Sagaing, nell'omonima regione della Birmania. 
Mingun è divenuto una nota meta turistica principalmente grazie al Pahtodawgyi, un grande stupa incompleto, la grande campana, costruita per far parte di esso e la pagoda Hsinbyume.